# Cometa Shoemaker-Levy 9
Cometa Shoemaker-Levy 9 (oficial desemnată prin D/1993 F2 și uneori prescurtat sub forma SL9) este o cometă care s-a dislocat la apropierea sa de planeta Jupiter, apoi  a intrat în coliziune cu aceasta, în luna iulie 1994. Cometa a furnizat prima observație directă a unei coliziuni din afara Pământului cu obiecte ale Sistemului solar. Aceasta a generat o mare acoperire mediatică, iar cometa a fost urmărită cu atenție de astronomi din lumea întreagă. Coliziunea a adus noi informații privitoare la planeta Jupiter și a subliniat rolul acestei planete în reducerea rămășițelor spațiale din Sistemul solar.
Cometa a fost descoperită  cu 16 luni înainte de producerea coliziunii de astronomii Carolyn și Eugene M. Shoemaker, David Levy și Philippe Bendjoya. Cu puțin timp înainte de a fi capturată de orbita lui Jupiter, cometa a fost reperată în noaptea de 24 martie 1993, pe o fotografie luată cu telescopul Schmidt de 40 cm al Observatorului Astronomic de pe Muntele Palomar din California. Este prima cometă observată pe orbita din jurul unei planete și fusese probabil capturată de aceasta prin anii 1920.
Calculele au arătat că forma fragmentară neobișnuită acestei comete este legată de o precedentă apropiere de Jupiter în 7 iulie 1992. În această perioadă, orbita cometei Shoemaker-Levy 9 a trecut limita Roche a lui Jupiter, iar forțele mareice ale lui Jupiter au condus la fragmentarea cometei în diferite bucăți. Ca urmare, cometa a fost observată ca 22 de fragmente mergând până la 2 km diametru. Aceste fragmente au intrat în coliziune cu emisfera sudică a lui Jupiter, între 16 și 22 iulie 1994, la o viteză de circa 60 km/s. În cursul acestui eveniment, importantele «cicatrici» lăsate de impacturile fragmentelor cometei erau mai vizibile decât celebra mare pată roșie și au persistat timp de câteva luni.

## Descoperirea
Astronomii Shoemaker, Levy și Bendjoya au descoperit cometa Shoemaker-Levy 9 în noaptea de 24 martie 1993, pe când urmau un program de observații care vizau descoperirea unor obiecte din apropierea Pământului. Cometa apărea pe o fotografie luată cu telescopul Schmidt de 0,4 m al Observatorului de pe Muntele Palomar, în California. Cometa a fost, prin urmare, descoperită întâmplător, însă a eclipsat, cu repeziciune, rezultatele programului lor de observații.
Cometa Shoemaker-Levy 9 este a noua cometă periodică (perioada este de 200 de ani sau mai puțin) descoperită de Shoemaker și Levy, de unde denumirea sa. Este a unsprezecea lor descoperire de comete, cu cele două comete neperiodice, pentru care utilizează o nomenclatură diferită. Descoperirea a fost anunțată în Circulara UAI nr. 5725 din 27 martie 1993.
Prima imagine a cometei Shoemaker-Levy 9 indică faptul că deja este neobișnuită, întrucât prezintă mai multe nuclee într-o regiune alungită de vreo 50 de secunde de arc, lungime, și 10 secunde de arc lărgime. Brian Marsden de la Biroul Central al UAI a scris că în acea perioadă cometa se afla la doar 4 grade de Jupiter văzută de pe Pământ și că totul putea să fie efectul direct al unei linii de vedere, mișcarea sa proprie sugerând că era fizic aproape de planeta uriașă. Din acest motiv, el a emis ipoteza că deplasarea  cometei este alterată de gravitatea lui Jupiter.

## Cometă care orbitează în jurul lui Jupiter
Studiile orbitale ale noii comete scot în evidență că era pe orbită în jurul lui Jupiter mai degrabă decât al Soarelui, contrar tuturor celorlalte comete cunoscute în această perioadă. Orbita sa era foarte slab legată de Jupiter, având o perioadă de vreo doi ani și o distanță maximă față de Jupiter de 0,33 de unități astronomice. Orbita sa eliptică în jurul planetei era foarte excentrică (e = 0,9986).
Calculul mișcării orbitale a cometei scoate în evidență că ea se afla pe orbită în jurul lui Jupiter de un oarecare timp. Ea a fost capturată, foarte probabil, pornind de la o orbită solară la începutul anilor 1970, deși captarea putea să fi avut loc încă de la mijlocul anilor 1960. Alți observatori au găsit imagini ale cometei dinainte de cea prezentată la 24 martie, de exemplu, Kin Endate pe o fotografie expusă la 15 martie, Satoru Ōtomo la 17 martie cât și o echipă condusă de Eleanor Helin pornind de la imagini datând din 19 martie. Însă nicio imagine precedând luna martie 1993 nu a fost găsită. Înainte ca să fi fost capturată cometa de către Jupiter, ea era o cometă de scurtă perioadă cu o periapsidă chiar în interiorul orbitei lui Jupiter și o apoapsidă în interiorul centurii de asteroizi.
Volumul spațiului în care un obiect este considerat pe orbită în jurul lui Jupiter este definit de sfera lui Hill a lui Jupiter (sau sfera lui Roche). Când cometa a trecut în proximitatea lui Jupiter la sfârșitul anilor 1960 sau la începutul anilor 1970, ea s-a găsit aproape de afeliul său și s-a situat atunci ușor în sfera lui Hill a lui Jupiter. Marea forță de gravitație a lui Jupiter a condus cometa spre planetă. Din cauza foarte slabei sale deplasări în raport cu Jupiter, cometa s-a îndreptat direct spre planetă, ceea ce explică pentru ce ea s-a deplasat pe o orbită cu mare excentricitate (elipsa este foarte aplatizată).
Cometa a trecut, se pare, foarte aproape de Jupiter la 7 iulie 1992, la ceva mai mult de 40.000 km de culmea norilor planetei - distanță mai mică decât raza lui Jupiter, care este de circa 70.000 de kilometri și în orbita lui Metis, satelitul cel mai apropiat de Jupiter cât și în limita Roche a planetei, în interiorul căreia forțele mareice sunt destul de puternice pentru a dezorganiza sau rupe cometa, menținută doar de gravitate. Deși cometa nu s-a apropiat de Jupiter în trecut, întâlnirea din 7 iulie pare să fie de departe cea mai apropiată, iar fragmentarea cometei s-a produs probabil în acel moment. Fiecare fragment al cometei a fost desemnat printr-o literă a alfabetului, de la «fragmentul A» la «fragmentul W», metodă folosită precedent pentru cometele îmbucătățite.
O caracteristică interesantă pentru astronomii specialiști ai planetelor este faptul că cele mai bune soluții orbitale sugerează că Shoemaker-Levy 9 va trece la 45.000 de kilometri de centrul lui Jupiter, o distanță inferioară razei planetei, ceea ce înseamnă că există o foarte mare probabilitate ca Shoemaker-Levy 9 să intre în coliziune cu Jupiter în luna iulie 1994. Studiile sugerează de asemenea că seria de fragmente trebuie să intre în atmosfera lui Jupiter într-o perioadă de circa cinci zile.

## Previziuni de coliziune
Descoperirea unei comete susceptibile să intre în coliziune cu Jupiter au suscitat o mare agitație în rândul comunității astronomice și mai ales, întrucât astronomii n-au mai văzut niciodată până atunci două corpuri importante ale Sistemului solar să intre în coliziune. Numeroase studii ale cometei au fost întreprinse, iar atunci când orbita a fost precizată, posibilitatea unei coliziuni a devenit o certitudine. Coliziunea trebuia să fie o ocazie unică pentru oamenii de știință să observe interiorul atmosferei lui Jupiter întrucât coliziunile, în principiu, provoacă erupții de materie începând de la straturile atmosferice care sunt de obicei ascunse de nori.
Astronomii estimează că fragmentele vizibile ale cometei variază de la câteva sute de metri la câțiva kilometri diametru, ceea ce sugerează că Shoemaker-Levy 9, la originea sa putea avea un nucleu mai mare decât al cometei Hyakutake, devenită foarte strălucitoare când a trecut prin apropierea Pământului, în 1996. Una dintre dezbaterile care au precedat coliziunea era de a ști dacă efectele de impact ale acestor mici corpuri vor fi vizibile de pe Pământ, în afara unui flash când se vor fi dezintegrat ca și meteoriții uriași.
Unii cercetători sugerau că efectele impactururilor se vor traduce prin unde seismice care se propagă de-a lungul planetei, prin creșterea ceții stratosferice pe planetă din cauza prafului degajat în timpul impactului, cât și o creștere a masei inelelor lui Jupiter. Însă, dat fiind faptul că observația unei asemenea coliziuni era până atunci fără precedent, astronomii erau prudenți în previziunile pe care le făceau în privința efectelor din timpul acestui eveniment.

## Impacturi

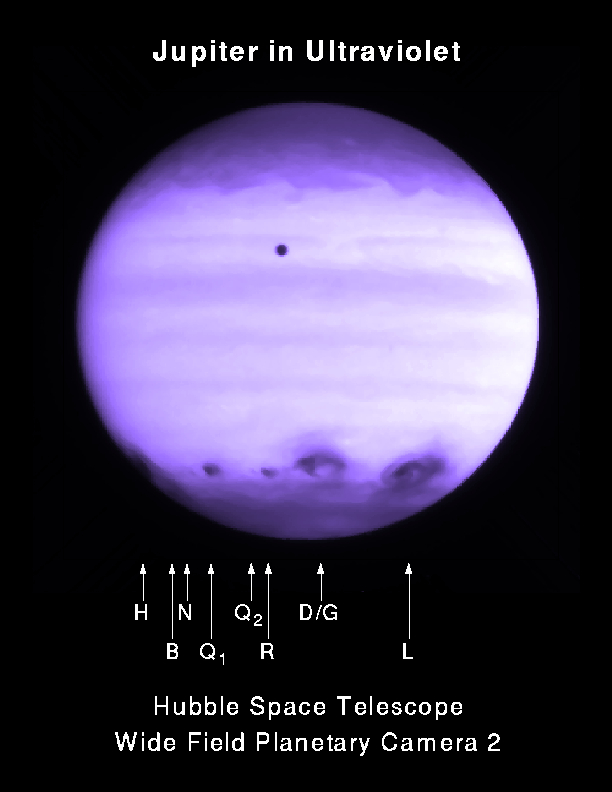
Jupiter fotografiat în ultraviolet, la circa 2,5 ore după impactul fragmentului Robyn. Punctul negru de pe partea de sus este un satelit al planetei Jupiter, care tranzitează prin fața planetei.

Nerăbdarea crește la apropierea datei prevăzute pentru coliziuni, iar astronomii și-au pregătit telescoapele terestre în vederea observațiilor lui Jupiter. Mai multe observatoare spațiale fac același lucru, îndeosebi telescopul spațial Hubble, satelitul german Rosat pentru observații în raze X și mai ales sonda spațială Galileo, atunci aflată în drum pentru o întâlnire cu Jupiter prevăzută pentru 1995. Impacturile au avut loc pe partea lui Jupiter care nu era vizibilă de pe Pământ, dar sonda Galileo, situată la o distanță de 1,6 ua de planetă, este în măsură să vadă. În afară de aceasta, rotația rapidă a lui Jupiter a permis să arate siturile de impact observatorilor pământeni câteva minute după coliziune.
Două alte sonde spațiale au făcut și ele observații în momentul impactului: sonda spațială Ulysses, concepută la origine pentru observații solare, este orientată spre Jupiter pornind de la amplasamentul la distanța de 2,6 ua și îndepărtata sondă Voyager 2, situată la 44 ua de Jupiter, pe punctul de a părăsi Sistemul solar, după întâlnirea cu planeta Neptun, în 1989, este programată să înregistreze emisiunile radio din gama de la 1 la 390 kHz.

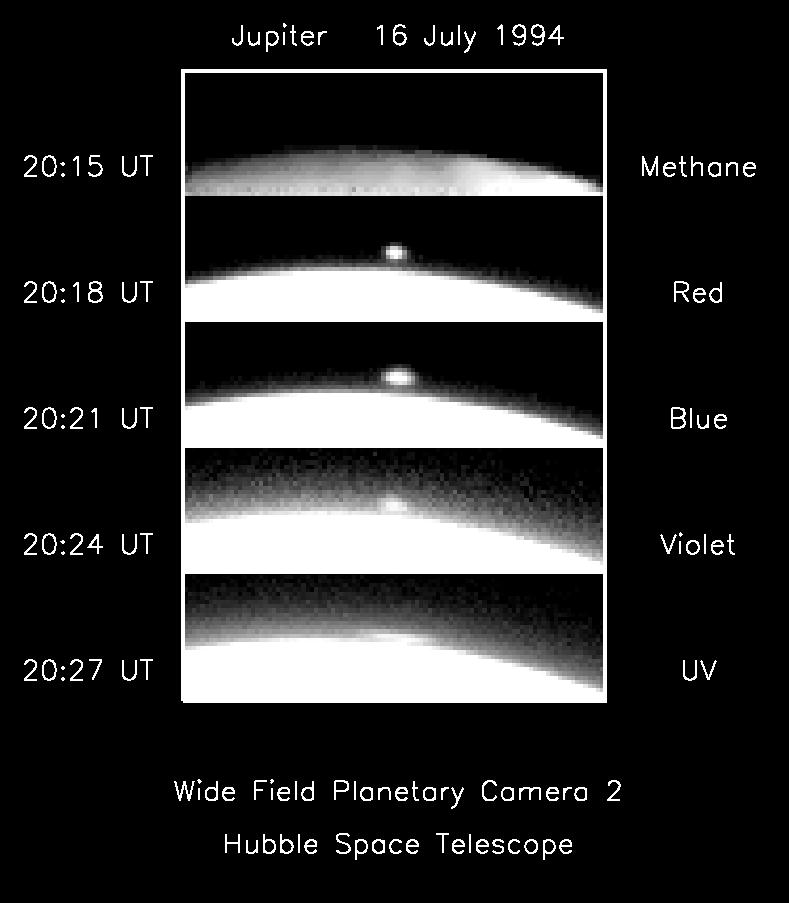
Imagini luate de Hubble după primul impact; jetul de materie se ridică dincolo de discul lui Jupiter.

Primul impact s-a produs la 16 iulie 1994, la orele 20 și 13 minute UTC, când «fragmentul A» a lovit atmosfera sudică a lui Jupiter cu o viteză de circa 60 km/s. Instrumentele aflate la bordul sondei Galileo au detectat atunci un bulgăre de foc care a atins un vârf de temperatură de vreo 24.000 K (când temperatura medie a culmii norilor lui Jupiter este apropiată de 130 K) apoi s-a întins și după 40 de secunde, temperatura a scăzut repede la aproape 1.500 K. Jetul bulgărelui de foc a atins rapid o înălțime de peste 3.000 km. La câteva minute după ce a detectat bulgărele de foc, Galileo a detectat o nouă creștere a căldurii, probabil legată de materia ejectată în urma recăderilor pe planetă. Observatorii tereștri au putut detecta bulgărele de foc care se ridica dincolo de discul planetei, la puțin timp după impactul inițial.
Astronomii se așteptau să vadă bulgări de foc în urma impacturilor, dar ei nu știau dacă efectele atmosferice ale impacturilor vor fi vizibile de pe Pământ. Observatorii au văzut apoi apărând o enormă pată neagră după primul impact. Urma întunecată a fost vizibilă și cu ajutorul telescoapelor de mică dimensiune și se întindea pe aproape 6.000 km (cam cât este raza Pământului). Această pată și punctele întunecate care au urmat sunt interpretate ca fiind rămășițe ale impactului și sunt, în mod clar, asimetrice, formând cornuri în direcția impactului.
În cursul următoarele șase zile, 21 de impacturi au fost înregistrate, între care, cel mai important a survenit la 18 iulie, la ora 7 și 33 de minute UTC, când «fragmentul G» a lovit planeta Jupiter. Acest impact a creat o pată întunecată uriașă de peste 12.000 km lățime, iar energia echivalentă eliberată este estimată la șase teratone de TNT (de 600 de ori arsenalul nuclear mondial).
Cele două impacturi din 19 iulie, la interval de 12 ore, au lăsat urme de impact de dimensiuni similare celei provocate de « fragmentul G », iar impacturile au continuat până în 22 iulie, când «fragmentul W» a lovit planeta.

### Fragmente
Iată cele 23 de fragmente mari:
| Fragmentele | Data coliziunii |
| ----------- | --------------- |
| A           | 16/07/1994      |
| B           | 17/07/1994      |
| C           | 17/07/1994      |
| D           | 17/07/1994      |
| E           | 17/07/1994      |
| F           | 18/07/1994      |
| G           | 18/07/1994      |
| H           | 18/07/1994      |
| J           | 19/07/1994      |
| K           | 19/07/1994      |
| L           | 19/07/1994      |
| M           | 20/07/1994      |
| N           | 20/07/1994      |
| P1          | 20/07/1994      |
| P2          | 20/07/1994      |
| Q1          | 20/07/1994      |
| Q2          | 20/07/1994      |
| R           | 21/07/1994      |
| S           | 21/07/1994      |
| T           | 21/07/1994      |
| U           | 21/07/1994      |
| V           | 22/07/1994      |
| W           | 22/07/1994      |

## Observații și descoperiri

### Studii chimice

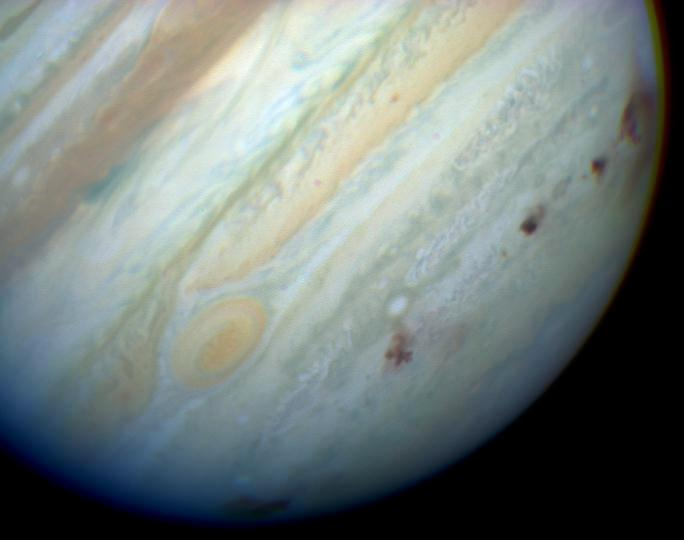
Petele întunecate indică locurile de impact pe emisfera sudică a lui Jupiter.

Observatorii sperau că impactele le vor da o primă vedere de ansamblu a ceea ce se ascunde sub norii lui Jupiter, dar fragmentele cometei au proiectat, în atmosfera înaltă, o cantitate de materie mică. Studiile spectroscopice au scos la iveală linii de absorbție în spectrul jupiterian legate de disulfură (S2)  și de disulfură de carbon (CS2), prima lor detectare pe Jupiter și doar a doua detectare pe un corp ceresc. Au fost detectate și alte molecule, precum amoniac (NH3) și hidrogen sulfurat (H2S). Cantitatea de sulf obținută este mult mai ridicată decât cea la care se așteptau cercetătorii într-un mic nucleu de cometă, ceea ce arată că materia provenind de pe Jupiter este prezentă. Moleculele conținând oxigen, cum este dioxidul de sulf, nu au fost totuși detectate, spre surprinderea astronomilor.
În afară de aceste molecule, emisiunea atomilor grei, cum sunt fierul, magneziul și siliciul, este detectată, în concentrații compatibile cu ceea ce poate să se găsească într-un nucleu cometar. O cantitate importantă de apă a fost detectată de spectroscopie, dar mai puțină decât cea prevăzută, ceea ce înseamnă că fie stratul de apă situa sub nori și era mai subțire decât cel prevăzut, fie fragmentele cometare n-au pătruns atât de profund. Slaba cantitate de apă a fost confirmată mai târziu de sonda Galileo, care a explorat, în mod direct, atmosfera lui Jupiter.

### Unde seismice
Coliziunile generează enorme unde seismice care se propagă pe planetă cu o viteză de 450 m/s și sunt observate timp de peste două ore după impactul cel mai puternic. Undele trebuie să se propage în interiorul stratului atmosferic stabil care acționează ca un ghid de undă, iar unii oameni de știință gândesc că acest strat stabil trebuie situat în ipoteticul nor de apă din troposferă. Totuși alte dovezi par să indice faptul că fragmentele cometei n-au atins stratul de apă și undele se propagau mai degrabă în stratosferă.

### Alte observații

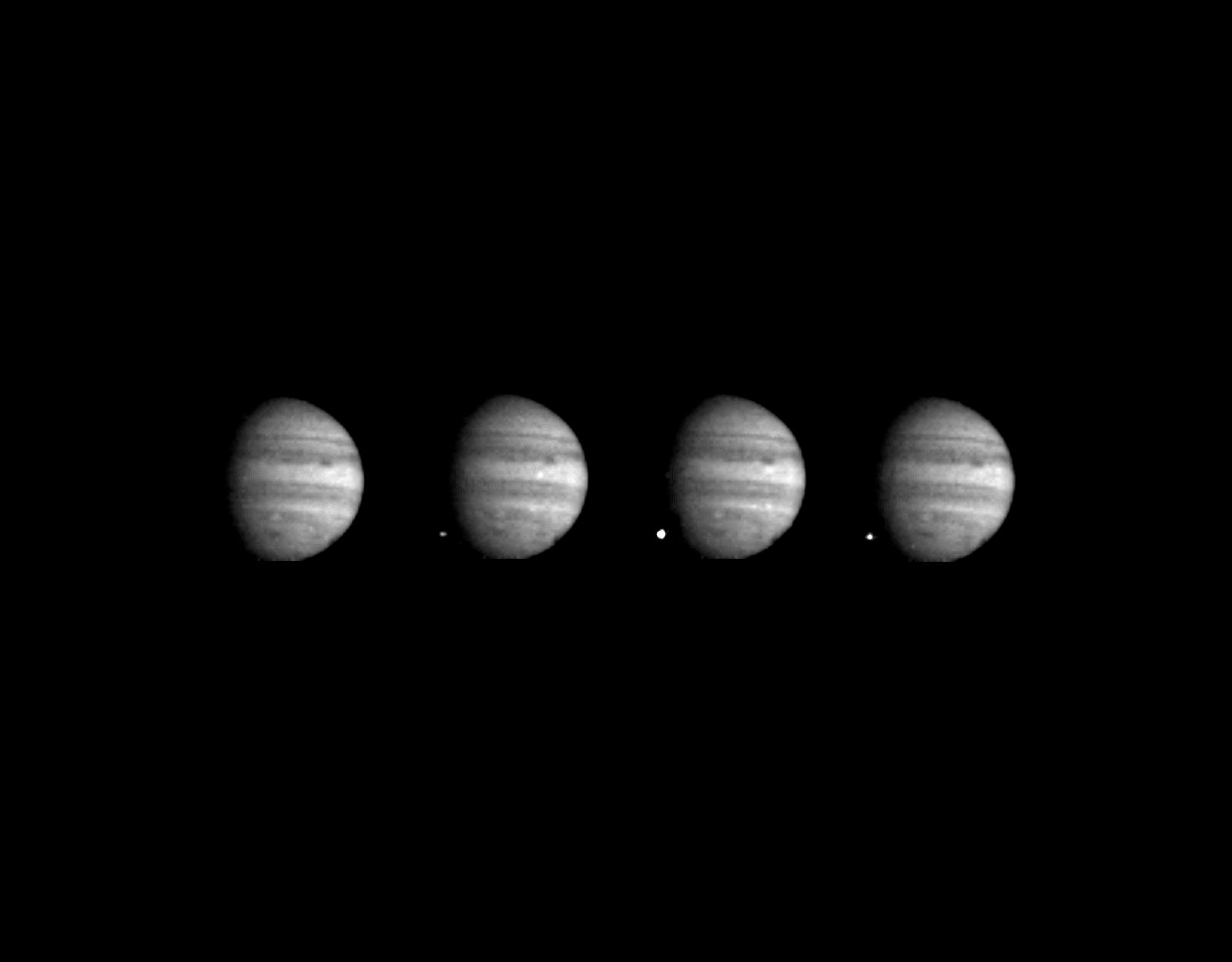
Secvențe de imagini ale bulgărului de foc declanșat de impactul « fragmentului G », luate de sonda Galileo, la intervale de mai multe secunde, pe fața acunsă a lui Jupiter

Observațiile radio scot în evidență o puternică creștere a continuității emisiunilor cu o lungime de undă de 21 cm, după principalele impacturi, care a atins 120% din emisiunea normală provenind de pe planetă. Aceasta este datorită radiației sincrotron provocate de injecția de electroni relativiști - electroni cu viteze apropiate de viteza luminii - în magnetosfera lui Jupiter în urma impacturilor.
În jur de o oră după coliziunea «fragmentului K» pe Jupiter, observatorii au înregistrat emisiuni aurorale în proximitatea zonei de impact cât și la antipodul sitului de impact, ținând cont de puternicul câmp magnetic al lui Jupiter. Originea acestor emisiuni este dificil de stabilit din cauza lipsei de cunoștințe despre câmpul magnetic intern al lui Jupiter și al geometriei siturilor de impact. O explicație sugerează că undele de șoc accelerându-se spre sus, în raport cu zona de impact, au accelerat suficient particulele încărcate pentru a produce emisiuni aurorale, un fenomen care este mai des asociat unei rapide deplasări de particule ale vântului solar care lovesc atmosfera unei planete din apropierea unui pol magnetic.
Unii astronomi sugeraseră că impacturile ar putea avea un efect semnificativ asupra torului lui Io, un tor de particule de mare energie care leagă Jupiter cu satelitul său Io care este foarte vulcanic. Studii spectroscopice de înaltă rezoluție arată, însă, că variațiile densității ionilor, viteza de rotație cât și temperaturile la momentul impactului și după coliziune se situează, de fapt, în limitele normale.

## Analize după impact

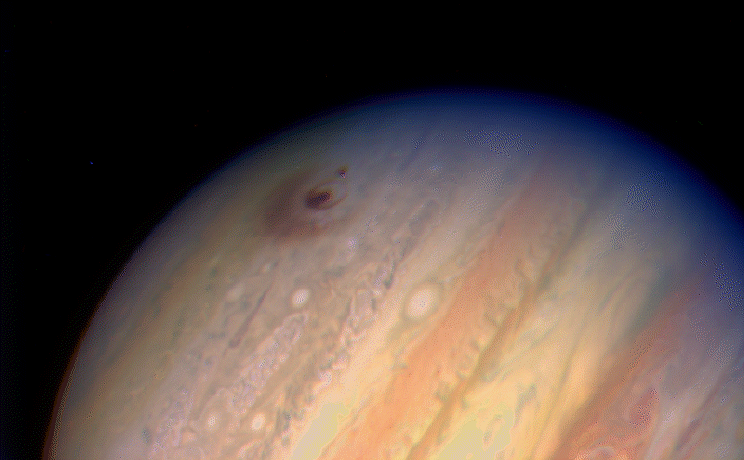
Zona de impact al «fragmentului G» al Cometei Shoemaker-Levy 9 pe Jupiter

Una dintre surprizele care au urmat impacturilor este slaba cantitate de apă obținută în raport cu previziunile precedente. Înainte de impact, modelele despre atmosfera lui Jupiter indicau că exploziile celor mai mari fragmente se vor produce la presiuni atmosferice cuprinse între 30 de kilopascali și câteva zeci de megapascali (de la 0,3 la câteva sute de bari), dintre care unele preziceau că se va produce o pătrundere de către cometă a unui strat de apă și se va crea un văl albăstrui în acea regiune a lui Jupiter.
Astronomii n-au observat mari cantități de apă după coliziuni, iar studiile de impact făcute mai târziu au scos la iveală faptul că fragmentarea și distrugerea fragmentelor cometare într-o «explozie aeriană» au avut loc probabil la altitudini mult mai înalte decât s-a prevăzut, fragmentele mari distrugându-se atunci când presiunea a atins 250 kPa, cu mult deasupra adâncimii așteptate a stratului de apă. Cele mai mici fragmente s-au distrus probabil chiar înainte să fi atins stratul de nori.

## Efecte pe termen lung
Impacturile au lăsat pe Jupiter «cicatrici» vizibile timp de mai multe luni. Unele sunt foarte importante, iar observatorii le descriu ca fiind mai vizibile decât marea pată roșie. Pe ansamblul observațiilor efectuate până acum asupra planetei, petele sunt probabil una din particularitățile trecătoare cele mai importante observate vreodată și deși  „marea pată roșie” are o culoare remarcabilă, nicio pată de talia și de o culoare atât de întunecată ca și cele cauzate de impacturile cometei  Shoemaker-Levy 9 nu fusese înregistrată înainte.
Observațiile spectroscopice au scos în evidență și faptul că amoniacul și sulfura de carbon au persistat în atmosferă cel puțin paisprezece luni după coliziuni cu o cantitate considerabilă de amoniac prezent în stratosferă mai degrabă decât în amplasamentul său obișnuit din troposferă.
Contra oricărei așteptări, temperatura atmosferei a scăzut până la atingerea nivelului său obișnuit și într-un mod mai rapid pe marile situri de impact decât pe cele mici: pe regiunile cele mai importante, creștera temperaturilor a avut loc pe o regiune de la 15.000 la 20.000 de kilometri lărgime apoi a scăzut la un nivel normal în săptămâna care a urmat impactului. Pe zonele cele mai mici, temperaturile de 10 K mai ridicate decât mediul înconjurător au persistat timp de aproape două săptămâni. Temperaturile stratosferice globale au crescut imediat după impact apoi au scăzut două până la trei săptămâni mai târziu, sub temperaturile dinaintea coliziunii, înainte de a se ridica încet până la temperaturile normale.